# دعجاء (اسم)
دعجاء هو اسم علم مؤنث من أصل عربي، ومعناه هو ذات الحظ الحسن الفرحان.

## وصلات خارجية
- موسوعة السلطان قابوس لأسماء العرب نسخة محفوظة 5 أبريل 2019 على موقع واي باك مشين.